# À la poursuite du bonheur Tour
 (août 2025).
Si vous disposez d'ouvrages ou d'articles de référence ou si vous connaissez des sites web de qualité traitant du thème abordé ici, merci de compléter l'article en donnant les références utiles à sa vérifiabilité et en les liant à la section « Notes et références ».
Tournées par M. Pokora
Mise à jour Tour
(2010) RED Tour
(2015)
À la poursuite du bonheur Tour est une tournée de M. Pokora réalisée en 2012.

## Programme
Le programme de cette tournée est :
Intro
1. Cours
2. Encore + fort
3. Juste une photo de toi
4. Le temps qu'il faut
5. Pas sans toi

Acte II
1. Medley (Elle me contrôle / Dangerous)
2. Si tu pars
3. Mon évidence

Acte III (présentation des danseurs)
1. Danse sur ma musique
2. On est là
3. Mourir ce soir

Acte IV
1. Mes rêveurs
2. Ma poupée
3. En attendant la fin
4. Merci d'être
5. A nos actes manqués

Encore
1. Juste un instant
2. Hallelujah

## Dates
| Date              | Ville            | Pays     | Lieu                        |
| Europe            | Europe           | Europe   | Europe                      |
| ----------------- | ---------------- | -------- | --------------------------- |
| 3 mai 2012        | Metz             | France   | Les Arènes                  |
| 4 mai 2012        | Beauvais         | France   | Elispace                    |
| 10 mai 2012       | Lyon             | France   | Halle Tony-Garnier          |
| 11 mai 2012       | Évry             | France   | Arènes de l'Agora           |
| 12 mai 2012       | Paris            | France   | Zénith de Paris             |
| 24 mai 2012       | Rouen            | France   | Zenith de Rouen             |
| 24 mai 2012       | Caen             | France   | Zenith de Caen              |
| 31 mai 2012       | Lille            | France   | Zénith de Lille             |
| 1er juin 2012     | Dijon            | France   | Zénith de Dijon             |
| 2 juin 2012       | Mâcon            | France   | Le Spot                     |
| 6 juin 2012       | Perpignan        | France   | Parc des expositions        |
| 7 juin 2012       | Toulouse         | France   | Zénith de Toulouse          |
| 8 juin 2012       | Montpellier      | France   | Zénith Sud                  |
| 9 juin 2012       | Le Cannet        | France   | La Palestre                 |
| 15 juin 2012      | Troyes           | France   | Le Cube                     |
| 16 juin 2012      | Épernay          | France   | Le Millesium                |
| 30 juin 2012      | Saint-Dizier     | France   | Festival                    |
| 1er juillet 2012  | Montélimar       | France   | Festival                    |
| 6 juillet 2012    | Bessenay         | France   | Festival                    |
| 7 juillet 2012    | Trets            | France   | Festival                    |
| 13 juillet 2012   | Solliès-Pont     | France   | Festival                    |
| 20 juillet 2012   | Saint-Maxime     | France   | Festival                    |
| 21 juillet 2012   | Apt              | France   | Festival                    |
| 27 juillet 2012   | Bitche           | France   | Festival                    |
| 29 juillet 2012   | Ronquières       | Belgique | Festival                    |
| 4 aout 2012       | Colmar           | France   | Festival                    |
| 8 septembre 2012  | La Réunion       | France   | Saint-Paul                  |
| 26 octobre 2012   | Rennes           | France   | Le Liberté                  |
| 27 octobre 2012   | Nantes           | France   | Zenith de Nantes            |
| 31 octobre 2012   | Roanne           | France   | Riorges                     |
| 2 novembre 2012   | Le Havre         | France   | Docks Océane                |
| 3 novembre 2012   | Dunkerque        | France   | Le Kursaal                  |
| 7 novembre 2012   | Angoulême        | France   | Parc des expositions        |
| 8 novembre 2012   | Limoges          | France   | Zenith de Limoges           |
| 9 novembre 2012   | Clermont-Ferrand | France   | Zenith d'Auvergne           |
| 10 novembre 2012  | Saint-Étienne    | France   | Zenith de Saint-Etienne     |
| 16 novembre 2012  | Pau              | France   | Zenith de Pau               |
| 17 novembre 2012  | Boulazac         | France   | Le Palio                    |
| 18 novembre 2012  | Bordeaux         | France   | Patinoire de Mériadeck      |
| 20 novembre 2012  | Brest            | France   | Parc des expositions        |
| 21 novembre 2012  | La Rochelle      | France   | Parc des expositions        |
| 22 novembre 2012  | Orléans          | France   | Zenith d'Orléans            |
| 24 novembre 2012  | Douai            | France   | Gayant Expo                 |
| 25 novembre 2012  | Bruxelles        | Belgique | Forest National             |
| 28 novembre 2012  | Nancy            | France   | Zénith de Nancy             |
| 29 novembre 2012  | Strasbourg       | France   | Zenith de Strasbourg        |
| 1er décembre 2012 | Bruxelles        | Belgique | Forest National             |
| 2 décembre 2012   | Amiens           | France   | Zénith d'Amiens             |
| 4 décembre 2012   | Le Mans          | France   | Antarès                     |
| 7 décembre 2012   | Marseille        | France   | Le Dôme                     |
| 8 décembre 2012   | Genève           | France   | Arena de Genève             |
| 11 décembre 2012  | Montbéliard      | France   | L'Axone                     |
| 12 décembre 2012  | Chambéry         | France   | Le Phare Chambéry Métropole |
| 13 décembre 2012  | Grenoble         | France   | Summum                      |
| 15 décembre 2012  | Paris            | France   | Bercy Arena                 |
| 16 décembre 2012  | Paris            | France   | Bercy Arena                 |